# Loeseneriella urceolus
Loeseneriella urceolus är en benvedsväxtart som först beskrevs av Tulasne, och fick sitt nu gällande namn av N. Hallé. Loeseneriella urceolus ingår i släktet Loeseneriella och familjen Celastraceae.

## Underarter
Arten delas in i följande underarter:
- L. u. longifolia
- L. u. parvilamina
- L. u. xerophila